# Ashin Wirathu
Ashin Wirathu (Kyaukse, 10 luglio 1968) è un monaco buddhista birmano, leader spirituale e politico del movimento anti-musulmano in Birmania, noto per le sue forti esternazioni islamofobe.
È stato accusato di fomentare la persecuzione dei musulmani Rohingya attraverso i suoi discorsi, e di tradire lo spirito del buddhismo theravada; egli si definisce un predicatore pacifico, nonostante si riferisca apertamente ai musulmani come al "nemico".

## Biografia
Wirathu è nato nel 1968 nella Regione di Mandalay. All'età di 14 anni ha lasciato la scuola per diventare monaco. Nel 2001 è entrato in contatto con il Movimento 969 (di cui viene considerato uno dei più grandi sostenitori). Due anni più tardi, nel 2003, è stato condannato a 25 anni di carcere a causa dei suoi sermoni, poi rilasciato nel 2010 insieme a molti altri prigionieri politici. Dal 2011 è molto attivo su YouTube e altri social media.

## Filmografia
- Il Venerabile W. (2017), documentario di Barbet Schroeder